# 霹雳增八
雙魚座26，又名BD+06 5216，HD 224103、SAO 128466、HR 9048，是雙魚座的一颗恒星，视星等为6.21，位于銀經99.18，銀緯-53.18，其B1900.0坐标为赤經23h 50m 0.8s，赤緯+6° -53.18′ 54″。